# 1964年東京オリンピックの開会式

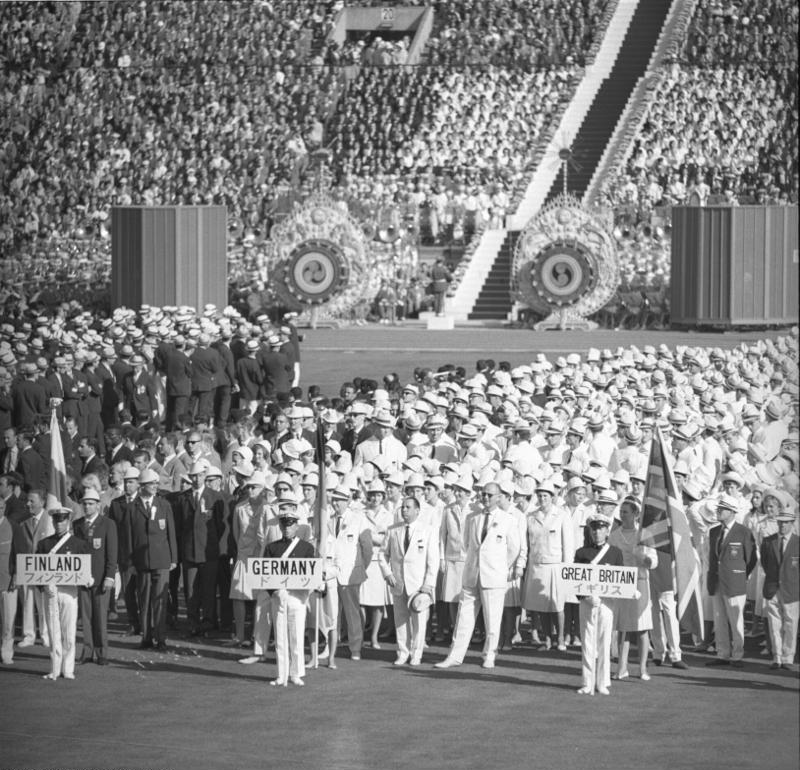
左から順にフィンランド、東西統一ドイツ、イギリスの選手団

1964年東京オリンピックの開会式（1964ねんとうきょうオリンピックのかいかいしき、英語: 1964 Summer Olympics opening ceremony）は、東京オリンピック大会初日の1964年（昭和39年）10月10日（土曜日）に旧国立競技場（国立霞ヶ丘競技場陸上競技場）で行われた開会式。前日の10月9日は台風の接近により雨が降ったが、当日は抜けるような青空の秋晴れになった。
開会式は、昭和天皇・香淳皇后を始め、当時の皇太子明仁親王・皇太子妃美智子夫妻（現在の上皇明仁・上皇后美智子）、成婚後10日と間もない常陸宮正仁親王・常陸宮妃華子夫妻などの皇族が臨席し、病気静養中であった当時の内閣総理大臣池田勇人 やオリンピック担当大臣河野一郎ら第3次池田改造内閣の各閣僚、衆議院議長船田中、参議院議長重宗雄三、及び国際オリンピック委員会 (IOC) 会長アベリー・ブランデージを始めIOC委員、及び各国の来賓らが出席して挙行された。参加94か国、7,060人の選手団が入場行進をした。

## 概要
開会式は以下の順序で行われた。
- 開会式の冒頭、「オリンピック序曲」（作曲：團伊玖磨）演奏。
- 各参加国の国旗が競技場の観客席の最後段にあるポールから掲揚。
- 電子音楽「オリンピック・カンパノロジー」（作曲：黛敏郎）が再生演奏[注 2]。
- 昭和天皇・香淳皇后がロイヤルボックスに着席。日本国歌「君が代」演奏。
- 入場行進曲「オリンピック・マーチ」（作曲：古関裕而）演奏開始。
- 入場行進

「オリンピック・マーチ」の演奏にのせて、防衛大学校学生が国名のプラカード を持って先導しつつ各国選手団が入場した。
オリンピック発祥の地であるギリシャを先頭に英語のアルファベット順に入場し、キューバは日本の国旗である日の丸の小旗を振り、1952年のヘルシンキ大会以降しばらく組織された東西合同のドイツ選手団が、行進曲「海を超える握手」に合わせて合同行進した。また、冷戦下で東西対立の厳しい国際情勢にありながら、頭文字が同じアルファベット「U」のため、アメリカ合衆国 (USA) に続いてソビエト連邦 (USSR) が入場行進を行った。「オリンピック・マーチ」は最初のギリシャから演奏され、途中は世界的に認知された行進曲のメドレーになり、順番の最後に近づいた米ソ各選手団が入場した時は再び「オリンピック・マーチ」に戻って、最後の開催国の日本選手団の入場が終了するまで演奏された。
昭和天皇は、ギリシャ選手団の入場から日本選手団の入場まで終始起立しこれを迎えた。一般客や招待された各国の外交団は、日本選手団入場の際に開催国の選手団に敬意を表するために全員起立し選手団を迎えた。最後に入場した日本選手団が行進を終了し、これをもって全参加国の選手団が場内に整列した。
- 東京オリンピック組織委員会会長安川第五郎挨拶[2]。

- 国際オリンピック委員会（IOC）会長アベリー・ブランデージ挨拶。※最後に、次のように昭和天皇に日本語で開会宣言をお願いする。

- 昭和天皇開会宣言（午後2時58分）。

- ファンファーレ（作曲：今井光也）演奏[注 8]。
- 「オリンピック賛歌」[注 9]（作曲：スピロ・サマラ、訳詞：野上彰）合唱。
- オリンピック旗の掲揚[注 10]。旗は競技場内を半周して、織田ポール[注 11] に掲揚する。3発の祝砲が鳴る。
- オリンピック旗の引継ぎ。前回開催地のローマのあるイタリアの若者がオリンピック旗を持って小学生の鼓笛隊とともに入場。中央にある式台の前にてローマ市長に渡されて、式台上で市長からブランデージ会長へ、そしてブランデージ会長から東京都知事東龍太郎に渡される[注 12]。
- オリンピックカラーの風船が多数空へ放たれる。小学生の鼓笛隊が退場。
- 聖火の入場。最終ランナーの坂井義則がトーチを掲げながら入場[注 13] し、トラックを半周した後にスタジアムの階段[注 14] を駆け上がり、聖火台横にトーチをかざして立ち、聖火台に点火。燃え上がると同時に火炎太鼓の演奏。
- 「東京オリンピック賛歌」[注 15] （作詞：佐藤春夫、作曲：清水脩）合唱。
- 各国選手団の旗手が国旗を掲げながら式台前に整列。
- 選手宣誓。日本選手団主将の小野喬が行う。

- 放鳩[注 16]。
- 日本国歌「君が代」斉唱[注 17]。
- 15時13分､東京上空にブルーインパルスが五輪の輪を描く[注 18][4]。
- 昭和天皇・香淳皇后がロイヤルボックスから退席。
- 選手団退場。

### 聖火の最終ランナーについて
聖火の最終ランナーが坂井義則に選出された理由は、広島への原爆投下の日の1945年（昭和20年）8月6日に広島県三次市で生まれたこと、陸上競技選手であることから、その平和の象徴とされたからである。
オリンピック・リポーターとして新聞特派員記者を担当した作家の三島由紀夫は、聖火台に向かう坂井を「日本の青春の簡素なさはやかさ」が結晶した姿と表現し、以下のようにレポートした。

## テレビ・ラジオ中継
この開会式の模様は日本ではNHKをはじめとするテレビ・ラジオ各局で生中継された。2インチVTRにカラー映像で録画された開会式の模様が、NHKアーカイブスに保存されている。
| テレビ局                     | 番組名                                  | 放送時間        | 実況       | ゲスト   |
| ---------------------------- | --------------------------------------- | --------------- | ---------- | -------- |
| NHK総合テレビ                | 『オリンピック東京大会開会式』          | 午後1:45 - 3:45 | 北出清五郎 |          |
| 日本テレビ                   | 『オリンピック東京大会開会式中継』      | 午後1:00 - 4:30 | 金原二郎   | 川本信正 |
| TBS                          | 『オリンピック実況中継 東京大会開会式』 | 午後1:00 - 4:00 | 吉川久夫   | 西川辰美 |
| フジテレビ                   | 『オリンピック特別中継 開会式実況』     | 午後1:30 - 4:00 | 小篠菊雄   | 木下惠介 |
| NETテレビ （現：テレビ朝日） | 『この日 世界はひとつ 世紀の祭典開く』  | 午後0:47 - 4:00 | 平井       | 古賀政男 |

また通信衛星シンコム3号を利用して全世界に衛星生中継（この当時は「宇宙中継」と呼ばれた）され、アメリカではNBC、イギリスではBBCで放送された。これはオリンピック史上初の同時中継であった。

テレビ実況を担当したNHKアナウンサーの北出清五郎は冒頭で、
と述べ、ラジオ実況を担当したアナウンサーの鈴木文彌は、式典の最初のオリンピック序曲の演奏が始まると、
と述べた。市川崑監督の記録映画で開会式の場面に流れる音声は、ラジオ実況を担当したアナウンサー鈴木文彌の声であるが、これは当日実況したものではなく映画用に後で録音したものである。

## その他
- 開会式前日の東京は台風の影響で雨天であり、また前日に気象庁が発表した開会式当日の天気予報は「晴れ時々曇り」だった。しかし実際に開会式当日になると東京の空からは雲がほとんどなくなり快晴となった。
- 開会式当日が荒天の場合については「(1) よほどの荒天でない限りは開会式を決行する」「(2) 荒天で開会式を挙行出来ない場合は中止とし、延期はしない」「(3) 開会式が中止となった場合、チケットは後日払い戻しをする」「(4) 中止するかどうかは当日の朝7時に決定する」と決まっていた。
- 開会式当日、国立競技場のゲートではチケットを持たない者の入場を防ぐためのチェックが極めて厳しく実施されたが、膝の上に乗せられる程度の乳幼児に限っては大人1名に対して乳幼児1名までチケットが無くても入場を認めた。
- 入場時のゲートでは入場者に対して場内を汚さない為にゴミ袋や吸殻入れを無料で配布された。
- 開会式会場の国立競技場に隣接する神宮外苑も開会式当日は一般に開放され、こちらには約4万人もの人々がつめかけた。ここには開会式で入場行進を待つ各国選手団が待機して、競技場に入る前に整列して道路をゆっくり行進していた。この模様を撮影した映像も残っており、BS放送でも2009年に放送された。この日の神宮外苑会場もチケット制で、チケットの無い者は神宮外苑へは入れなかった。
- 膨大な観客を集中させないために「御茶ノ水駅方面から電車で来る人達は信濃町駅で下車」「新宿駅方面から来る人達は千駄ヶ谷駅で下車」を実施させて混雑を分散化させた。
- 日本体育協会が大日本体育協会として創立した際に委員を務めた人物の中で、唯一存命であった可児徳が開会式に特別招待された[7]。開会式を見た可児は、あの世に行ったら創立時の会長・嘉納治五郎に報告すると語った[7]。
- 集団演技の全体指導は戸倉ハルが担当した[8][9]。